# Condado de Knox (Texas)
O Condado de Knox é um dos 254 condados do estado americano do Texas. A sede do condado é Benjamin, e sua maior cidade é Benjamin.
O condado possui uma área de 2 216 km² (dos quais 17 km² estão cobertos por água), uma população de 4 253 habitantes, e uma densidade populacional de 2 hab/km² (segundo o censo nacional de 2000).
O condado foi fundado em 1858.
É um dos 46 condados do Texas que proíbem a venda de bebidas alcoólicas.